# Rufus Choate

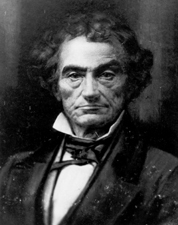
Rufus Choate

Rufus Choate, född 1 oktober 1799 i Ipswich, Massachusetts, död 13 juli 1859 i Halifax, Nova Scotia, var en amerikansk advokat och politiker (whig).
Choate utexaminerades 1819 från Dartmouth College. Därefter studerade han juridik först vid Harvard University, sedan under USA:s justitieminister William Wirt. Han inledde 1823 sin karriär som advokat i Massachusetts. Han var ledamot av Massachusetts House of Representatives, underhuset i delstatens lagstiftande församling, 1825-1826 och ledamot av delstatens senat 1827.
Choate var ledamot av USA:s representanthus 1831-1834 och ledamot av USA:s senat 1841-1845. Han förespråkade högre tullavgifter och var motståndare till annekteringen av Texas. Han föredrog advokatyrket framför den politiska karriären, men tjänstgjorde ändå som justitieminister i delstaten Massachusetts (Massachusetts Attorney General) 1853-1854.
Till skillnad från många andra gamla whigs gick han inte med i republikanerna utan stödde demokraten James Buchanan i presidentvalet i USA 1856.
Choates grav finns på Mount Auburn Cemetery i Cambridge, Massachusetts.